# グッデイ!!
「グッデイ!!」は、V6の29枚目のシングル。2006年6月14日にavex traxから発売された。
限定生産盤A（CD+DVD）、限定生産盤B（CDのみ）、通常盤（CDのみ）の3形態でリリース。オリコンシングルチャート首位を獲得した。

## 収録曲

### CD

#### 通常盤
1. グッデイ!!
作詞・作曲・編曲：コモリタミノル
  - 井ノ原快彦出演 テレビ朝日系ドラマ『警視庁捜査一課9係』主題歌[1]
  - 井ノ原快彦主演 テレビ朝日系ドラマ『特捜9 season4』最終回 挿入歌
  - TBS系『学校へ行こう!MAX』テーマソング

これ以降の当ドラマ主題歌は、全てV6が担当している。
ミュージック・ビデオには、みのもんた・渡辺満里奈・夏帆（学校へ行こう!MAX）石塚英彦・勝俣州和（VVV6）渡瀬恒彦・羽田美智子・津田寛治（警視庁捜査一課9係）といったV6と縁のある人物が友情出演し、「グッデイ!!ポーズ」を決めている[1]。ただしこれは本人映像カラオケなどで使用されるバージョンであり、限定生産盤A特典のDVDに収録されているものには出演していない。
2. 旅立ちの翼
作詞：小川まき
作曲：菊池一仁
編曲：髙見優
3. JUSTICE - Coming Century
作詞：KOMU
作曲：ジョーイ・カーボーン・YU・STEVEN LEE・KOMU
編曲：KOMU・YU
  - NHKアニメ『SAMURAI 7』オープニングテーマ
4. 夜汽車ライダー - 20th Century
作詞：小幡英之
作曲：日比野裕史
編曲：小幡英之・チダタカシ
  - 長野博主演 テレビ東京系ドラマ『2ndハウス』主題歌
5. グッデイ!!（カラオケ）
6. 旅立ちの翼（カラオケ）
7. JUSTICE（カラオケ）
8. 夜汽車ライダー（カラオケ）

#### 初回生産限定盤A/B
※別バージョン曲は初回生産限定盤Bのみ収録。
1. グッデイ!!
2. 旅立ちの翼
3. 旅立ちの翼 [HIP HOP Ver.] - 森田剛・三宅健
編曲：KOMU・YU
4. 旅立ちの翼 [ROCK Ver.] - 長野博・岡田准一
編曲：ats-
5. 旅立ちの翼 [BALLAD Ver.] - 坂本昌行・井ノ原快彦
編曲：中村康就
6. グッデイ!! [Drama Ver.]

### DVD
※初回限定生産盤Aのみ
1. 「グッデイ!!」DVD Special Video Clip

## 収録アルバム
- 『Very best II』（#1）
  - 生産限定盤Aにはアルバムバージョンも収録。
- 『Voyager』（通常盤）（#1）
  - 全員にソロパートを設けたパートチェンジを行った別アルバムバージョンを収録。
- 『SUPER Very best』（#1）
- 『Very 6 BEST』 (#1)
  - あなたのお名前入りスペシャルBOX版では別アルバムバージョンも収録。

## 映像作品
- V6 LIVE TOUR 2007 Voyager -僕と僕らのあしたへ-（#1）
- 20th Century LIVE TOUR 2008 オレじゃなきゃ、キミじゃなきゃ（#2）
- V6 LIVE TOUR 2008 VIBES（#1）
- 20th Century LIVE TOUR 2009 HONEY HONEY HONEY/We are Coming Century Boys LIVE Tour 2009 （#1,4）
- V6 ASIA TOUR 2010 in JAPAN READY?（#1）
- V6 live tour 2011 Sexy.Honey.Bunny! （#1）
- V6 LIVE TOUR 2013 “Oh! My! Goodness!” （#1）
- V6 LIVE TOUR 2015 -SINCE 1995〜FOREVER- （#1）
- LIVE TOUR 2017 The ONES（#1）
- LIVE TOUR V6 groove（#1）